# Sganciando la luna dal cielo
Sganciando la luna dal cielo (Unhooking the moon) è un romanzo di avventura per ragazzi del 2010 di Gregory Hughes. L'opera ha vinto nel 2010 il Booktrust Teenage Prize. È stato tradotto in italiano un anno più tardi, nel 2011.

## Edizioni in italiano
Gregory Hughes, Sganciando la luna dal cielo, traduzione di Michele Foschini, 2ª ed., Milano, Giangiacomo Feltrinelli Editore, 2013  [2010], ISBN 978-88-07-92172-8.